# Palacio de Justicia del Condado de Shiawassee
El Palacio de Justicia del Condado de Shiawassee (en inglés, Shiawassee County Courthouse) es un palacio de justicia histórico en Corunna, una ciudad en el estado de Míchigan (Estados Unidos). Es un sitio histórico del estado de Míchigan y está incluido en el Registro Nacional de Lugares Históricos. Fue construido desde 1903 hasta 1904, fue diseñado por Claire Allen en estilo neoclásicao. El edificio aún alberga las oficinas del condado y es un tribunal activo.

## Historia
El condado de Shiawassee fue findado en 1822 por Lewis Cass, gobernador del Territorio de Míchigan. Debido a su escasa población, no fue hasta 1837 que se organizó un gobierno de condado. En 1839, la Compañía de Asientos del Condado de Shiawassee donó un terreno al condado que fue designado como plaza pública. Las instalaciones temporales ocuparon las oficinas del condado en la plaza hasta la construcción de un palacio de justicia de ladrillos en 1851. Se construyó un nuevo palacio de justicia, diseñado por Claire Allen, desde 1903 hasta 1904 en la plaza, con la piedra angular colocada el 4 de mayo de 1904. El proyecto costó 75 000 dólares.
El palacio de justicia fue designado Sitio Histórico del Estado de Míchigan el 14 de noviembre de 1974, y se erigió un marcador informativo el 31 de diciembre de 1974. El edificio fue remodelado en 1981. El 12 de noviembre de 1982 se incorporó al Registro Nacional de Lugares Históricos. Se llevaron a cabo más trabajos de renovación desde 2009 hasta 2010, con el objetivo principal de aumentar la seguridad. Iniciado en septiembre de 2009, el proyecto de 424 000 dólares redujo el número de entradas y agregó detectores de metales y un ascensor. El trabajo fue consciente de la historia del edificio, manteniendo las renovaciones en línea con la apariencia original de la estructura. El edificio sigue albergando la mayoría de las oficinas del condado y sigue siendo un tribunal activo.

## Arquitectura
El edificio es una estructura de tres pisos construida con piedra caliza de Indiana en el estilo neoclásico. La cara frontal se divide visualmente en cinco tramos. Los dos niveles inferiores tienen una fachada rústica. En el centro de la cara frontal hay un pórtico saliente con un frontón sostenido por columnas. La estructura tiene un techo a cuatro aguas, en la parte superior del cual hay una torre de reloj de tres niveles elaboradamente decorada con un techo de tejas.